# دولتشاه بکاول
دولتشاه بکاول از سرداران شاه شجاع مظفری و مأمور مالیهٔ کرمان از جانب آن پادشاه بود، اما طغیان آغاز کرد و بنای استقلال گذاشت، پس شاه شجاع همت بر استیصال او نهاد. دولتشاه سرانجام پس از غدر دوباره با شاه شجاع، به فرمان آن پادشاه کشته شد.

## آغاز کار دولتشاه
بکاوُل با دو تلفظ بَکاوُل و بُکاول آمده‌است و عنوان سمتی در دستگاه ایلخانان بوده که در دودمانهای ایرانی، خوان سالار خوانده می‌شد. عنوان بکاول تا مدتی پس از زوال ایلخانان نیز به کار می‌رفت و ظاهراً دولتشاه، این لقب را از پدر یا نیاکانش به ارث برده بود، زیرا خود سمت خوان سالاری نداشت و در دستگاه سلاطین مظفری از زمرهٔ سرداران بود.
دولتشاه از نزدیکان و وابستگان قوام الدین محمد صاحب عیار، وزیر قدرتمند شاه شجاع بود. چون آفتاب قدرت صاحب عیار، غروب کرد و وی به اتهام خیانت به امر شاه شجاع، مصادره و سپس اعدام شد و در آن هنگام، شاه محمود مظفری، شیراز را تهدید می‌کرد، شاه شجاع اندیشید که در این موقعیت حساس، وابستگان صاحب عیار را در ولایات، متفرق کند و به هر یک کاری بسپارد که سرگرم باشند و در شیراز اجتماع نکنند تا مبادا عامل توطئه ای از جانب شاه محمود شوند. پس دولتشاه بکاول و امیر محمد کرمانی را به خلوت خواست و نواخت و تشریف ارزانی فرمود و آنان را به تحصیل اموال کرمان نامزد کرد و بدان ولایت فرستاد و برای آنکه از جانب آن دو آسوده‌خاطر باشد که در کرمان، غدری نکنند، خواجه مجدالدین قاقم را که مردی صاحب نفوذ بسیار در کرمان بود و املاک و اموال بسیار در آن سامان داشت، حکم حکومت کرمان داد و در ملازمت امیر باکو و سپاهی به آن ولایت فرستاد.

## فتنهٔ کرمان
چون دولتشاه بکاول به کرمان رسید، امیر دیوان و امیر سپاه کرمان را به دیوانخانه خواست و آن دو را گردن زد و سرانشان را دیوانخانه بیرون انداخت. دیوانیان و سپاهیان حاضر در کرمان با نظر به اینکه دولتشاه تازه از شیراز آمده، این واقعه را به فرمان شاه شجاع دانستند و اقدامی نکردند و دولتشاه نیز چنین آوازه داد که این کار به امر پادشاه است. سپس دولتشاه، عده ای را گسیل کرد و شاهزاده مظفرالدین شبلی را که خردسال بود و شاه شجاع، او را به نیابت از خود و در معیت اتابکش خواجه هلال در کرمان گذاشته بود، بازداشت کرد و خواجه هلال را گردن زد. چون خواجه مجدالدین قاقم با حکم حکومت کرمان به ظاهر آن شهر رسید و مردی صاحب کسان و اموال و املاک بسیار در کرمان بود، دولتشاه او را به بازداشت و ایذای کسانش و مصادرهٔ اموال و املاکش در کرمان بیم داد. پس خواجه به ناچار سپاه را رها کرد و به کرمان رفت و سپاه به شیراز بازگشت. دولتشاه از گرفتاریهای شاه شجاع در شیراز در آن هنگام نهایت بهره را برد و به ولایات اطراف سپاه کشید و رنود و اشرار و مغولان بیابانی را بر خود گرد آورد و اموال و نقود بسیار هزینه کرد تا عِده و عُده ای برای خود و استقلالی فراهم کند، اما چون نسب پادشاهی نداشت، نامه به ملوک اطراف نوشت و به آنان اظهار انقیاد کرد و چون کسی او را به خود نپذیرفت، تصمیم گرفت که با شاهدختی نکاح کند و خود متصدی پادشاهی شود. پس جمعی را با هدایا به سیرجان فرستاد و دختر جمال الدین شاه سلطان را که نسب از سلاطین قراختایی داشت و نامزد مظفرالدین شبلیِ شاه شجاع بود، به زنی خواست و به عنف، او را به نکاح خود درآورد. پس از این کار، دولتشاه دانست که اگر شاه شجاع گرفتاریهایش با شاه محمود مظفری، پایان یابد، بر او ابقا نخواهد کرد و چنین نیز شد.

## پایان کار دولتشاه
سرانجام شاه شجاع در سال ۷۶۵ هجری قمری، شیراز را به برادرش شاه محمود واگذاشت و با اندکی همراهان به ابرقو رفت. در آنجا جلال الدین تورانشاه، حاکم ابرقو، مقدم پادشاه را گرامی داشت و به خدمت ایستاد و ساز و سامان پادشاه را مرتب کرد. پس شاه شجاع عازم سیرجان شد. دولتشاه با سپاهی بزرگ از کرمان بیرون شد و راه بر پادشاه بست. شاه شجاه با اندک سوارانش صف کشید و نبرد آغاز شد. شدت تهوّر شاه شجاع چنان بود که با اندک سوارانش، سپاه عظیم دولتشاه را از چا کندند و بسیاری را کشتند و بسیاری را اسیر کردند. کشتگان، چندان بودند که مناره‌ها از سرهایشان ساخته شد و تا سالها آن مناره‌ها در راه‌های سیرجان بر جا بودند. اسیران و فراریان که خود اغلب از پروردگان نعمت سلاطین مظفری بودند، به شاه شجاع پیوستند و این موجب تقویت احوال شاه شجاع شد. پس شاه شجاع به رفسنجان شد و دولتشاه با بقایای سپاهش به کرمان گریخت و در آن شهر متحصن شد و به ایذای مردمان پرداخت. دولتشاه چون از عزیمت قریب‌الوقوع شاه شجاع به کرمان، بیمناک بود، از خواجه جلال الدین تورانشاه وساطت و شفاعت خواست. پس شاه شجاع دولتشاه را به حضور خواست و درخواستهایش را شنید و عفوش کرد و او را در سلک ملازمان خود وارد کرد، اما چون دولتشاه باز غدر اندیشید، به امر شاه شجاع اعدام شد.